# 御手杵

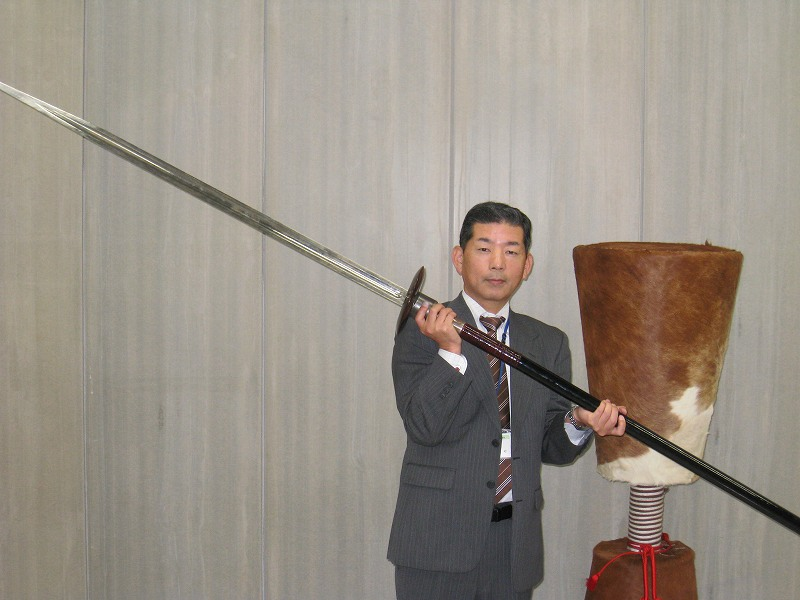
御手杵の槍レプリカ（結城市）

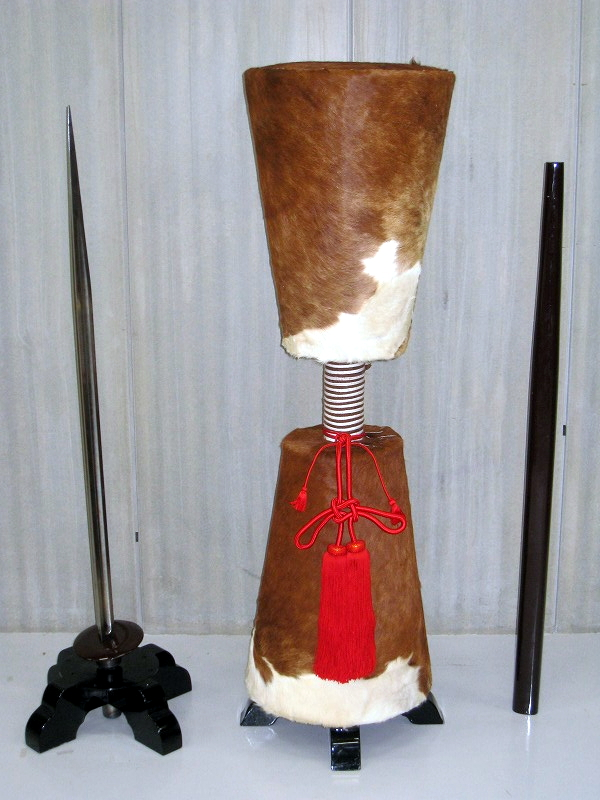
左より、レプリカ穂先、手杵形の牛皮製鞘（馬印）、通常の鞘（結城市）

御手杵（おてぎね）または御手杵の槍（おてぎねのやり）は、「天下三槍」と呼ばれた名槍の1つ。室町時代に下総国結城の大名・結城晴朝が作らせ、その養嗣子・結城秀康（実父・徳川家康）に伝わり、秀康の五男で結城氏の名跡を継いだ直基の子孫、松平大和守家（前橋・川越松平家）が受け継いだ。駿河国嶋田の刀工、五条義助が鍛えた大身槍である。

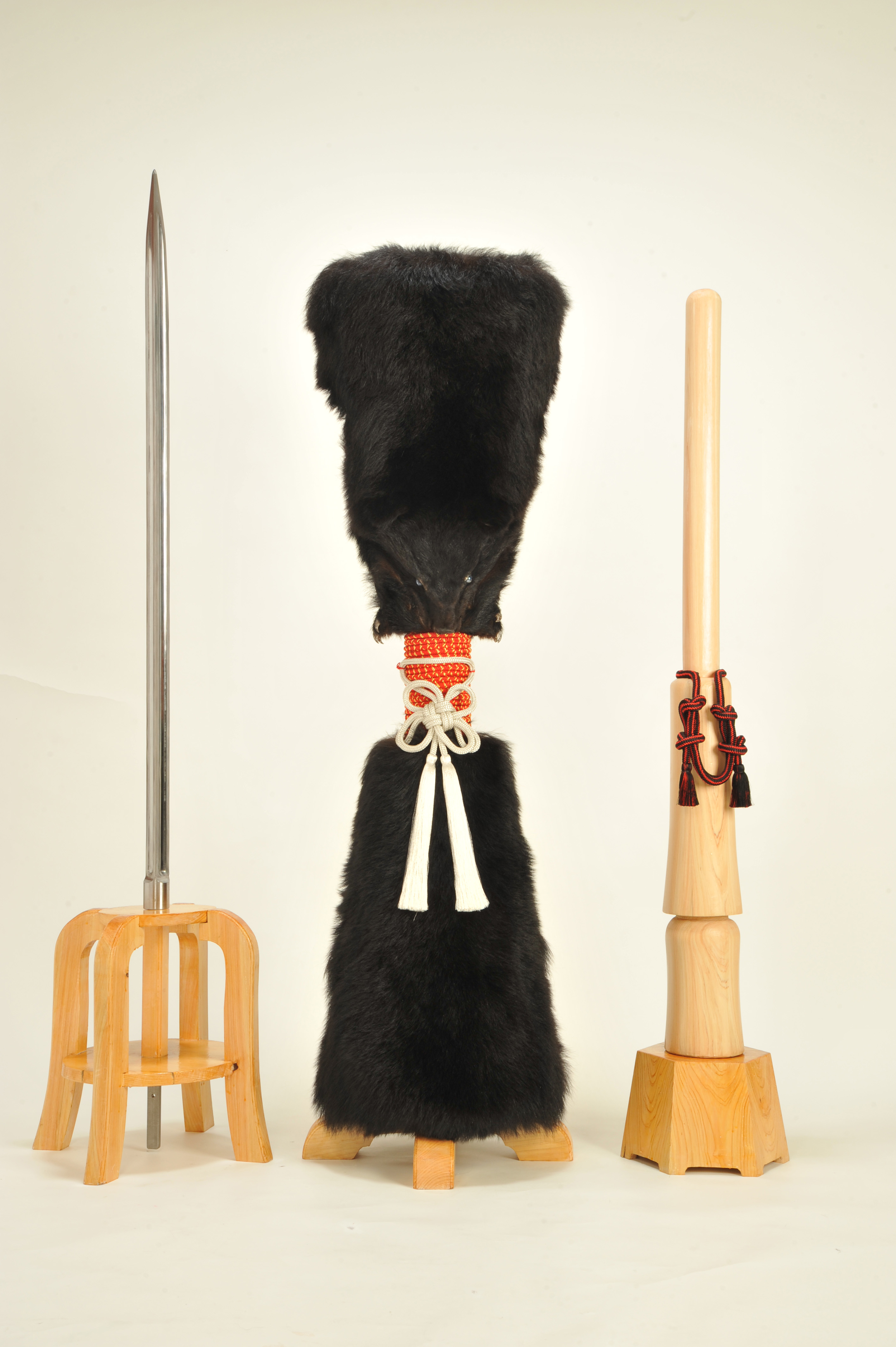
左より、レプリカ穂先、手杵形の黒熊毛鞘（馬印）、白鞘（比企総合研究センター）

## 概要
切先から石突までの拵えを含めた全長は約3.8m。槍身は穂（刃長）4尺6寸（138cm）、茎まであわせて全長7尺1寸（215cm）と桁外れの大きさで、これだけで大太刀や長巻以上である（ただし穂先の断面は正三角形で、あくまでも突くための武器である）。実見した本阿弥光遜によれば、刻まれた樋が「谷のような深い溝」であり驚嘆したという。現代の工作機械による切削と違い、手作業での鍛造による成型であり、極めて高い技量を物語る。
鞘は細長く杵のような形であり、そこからこの名がついたという。そもそも古い時代の杵とは現代では千本杵と呼ばれるもので、単純に長い棒のことであった。後の時代には、握りやすいよう中央をくぼませて両端が膨らんだ形の手杵が考案されている。この手杵の形を模したものが後の馬印用の鞘である。
下総国結城の大名・結城晴朝が作らせ、その養嗣子・結城秀康（実父は徳川家康だが、羽柴秀吉の養子となった後に結城家に養子となる）に伝わる。
さらに秀康の五男で結城氏の名跡を継いだ直基の子孫、松平大和守家（前橋・川越松平家）が受け継いだ。同家の象徴として、その名にちなんだ手杵の形をした巨大な鞘が作られ、馬印として参勤交代では家格を表す爪折傘と共に藩主の乗り物の脇にあった。熊毛で覆われた高さ5尺（150cm）、直径1尺5寸（45cm）の大きさ、並はずれた重さであり鞘の重量は6貫目（22.5kg）あったと伝わる。道中で雨が降ると水を吸って10貫目（37.5kg）を越え、普通の人間にとっては運ぶことも大変だったといわれる。
松平家には、御手杵の鞘を抜くと雪が降るという伝承があった。
江戸時代末期の松平斉省は将軍家斉の二十四男で、大和守家へ養子縁組し世子となった。縁組時の将軍家よりの拝領品の一つに白熊皮があり、天保年間にそれを仕立て直して御手杵鞘と同形の杵形白熊毛鞘を作り、江戸城登城の際の行列の斉省専用の馬印とした。ただし、斉省が早世したため、3年間しか使用されていない。短期間ではあるものの、この時期の武鑑や行列絵巻などに描かれている。諸大名家でも白熊毛槍鞘を所持した例は見られるが、多くの場合はツキノワグマの首元の白毛を集めて加工された（なお、どちらもヤク毛を加工した白熊（はぐま）とは別物である）。
江戸時代中に「西の日本号、東の御手杵」と並び称され、いつしかそれに蜻蛉切が入って天下三名槍と呼ばれるようになった。
御手杵はその後、東京大久保にあった松平邸の所蔵庫に移され保存されていたが、昭和20年（1945年）の東京大空襲によって、所蔵庫が焼夷弾の直撃を受け、その中に保管されていた鎌倉時代以来の結城氏の古文書や式部正宗（重美指定）をはじめとした刀剣など多くの宝物とともに焼失してしまい、三名槍でただ一つ失われてしまった。
当主の松平直正の回想によれば、戦火を避けるために地中に埋めて保管するように家人に申しつけて出征したものの、代々仕える旧家臣の老人たちが、お家の宝にそんな扱いはできないと言いつけを頑として聞かず、それが仇となった。また、土蔵は湿気を抑えるために木炭を敷いたつくりだったが、それが内部からの焼夷弾の炎でかえって溶鉱炉のようになったのだろうという。戦後になって焼け残りを光遜のもとに持ち込んで復元を依頼したが、既にただの鉄塊と化していて不可能であった。

## 模造（模擬刀）による復元

### 茨城県結城市所蔵品
平成14年（2002年）、元島田市議会議員で郷土史研究家の塚本昭一（島田御手杵槍顕彰会代表）と静岡県島田市の有志により最初の復元が図られた。当初はさほど注目されず、少ない現存資料からの復元であったが、これが各地での復元・研究の呼び水となる。平成15年（2003年）、完成した復元品（柄の長さは243cm）は結城氏初代・朝光の没後750年祭にあわせて島田市より茨城県結城市に贈呈された。復元品の中で唯一、拵えに鍔を備えている。当初の鞘は代用として牛毛皮によるものだったが、平成27年（2015年）10月、資料に伝わる黒熊毛皮の鞘が完成し島田御手杵槍顕彰会が結城市へ寄贈、島田市での展示を機に牛毛皮鞘は島田市の制作者の元へ返還された。平成29年（2017年）静岡県島田市博物館に於いて日本号写し・蜻蛉切と共に展示された。2019年現在、茨城県の結城市内にある展示施設の結城蔵美館にて展示されている。

### 埼玉県東松山市展示品
平成27年（2015年）、かつて前橋藩の飛び地、松山陣屋があった縁から東松山市の比企総合研究センター代表の高島敏明が、より詳細な寸法が判明したとして、島田鍛冶の流れをくむ静岡県菊川市の復元者に塚本氏を通し依頼。埼玉県東松山市の箭弓稲荷神社に奉納された。平成28年（2016年）福井県福井市の福井市立郷土歴史博物館にて企画展「大坂の陣と福井藩」でも展示。平成29年（2017年）4月には形状を改めた2本目の模造品を制作。比企総合研究センターにて平成30年（2018年）1月まで一般公開される。

### 群馬県前橋東照宮所蔵品
平成28年（2016年）4月17日、松平大和守家の17代当主松平直泰により復元品が作成され、徳川家康薨去400年の東照宮祭禮に於いて松平大和守家所縁（結城秀康五男・松平直基建立）の群馬県前橋東照宮に奉納された。松平大和守家に伝わる写真と古文書から更に寸法を正確に割り出し、1945年に焼失した本科とほぼ同寸としている。現在、前橋東照宮にて常設展示されている。

### 川越城本丸御殿（川越市立博物館）所蔵品
川越藩火縄銃鉄砲隊保存会の主催者により、川越市立博物館が保管する江戸時代末期の松平家の大名行列を描いた「松平大和守侯行列図巻」などを元にして、黒熊毛鞘のみが復元された。結城市や東松山市の熊毛鞘は胴体に直接毛皮を貼り付けた造りだが、こちらは木型に熊毛を植えつけた造りで、本来の製作方式である。例年、川越春まつりでは甲冑武者時代行列の行列の先頭に掲げられ、川越市川越城本丸御殿にて常設展示されている。

## 鍛造の写しによる復元

### 刀匠  上林恒平  作

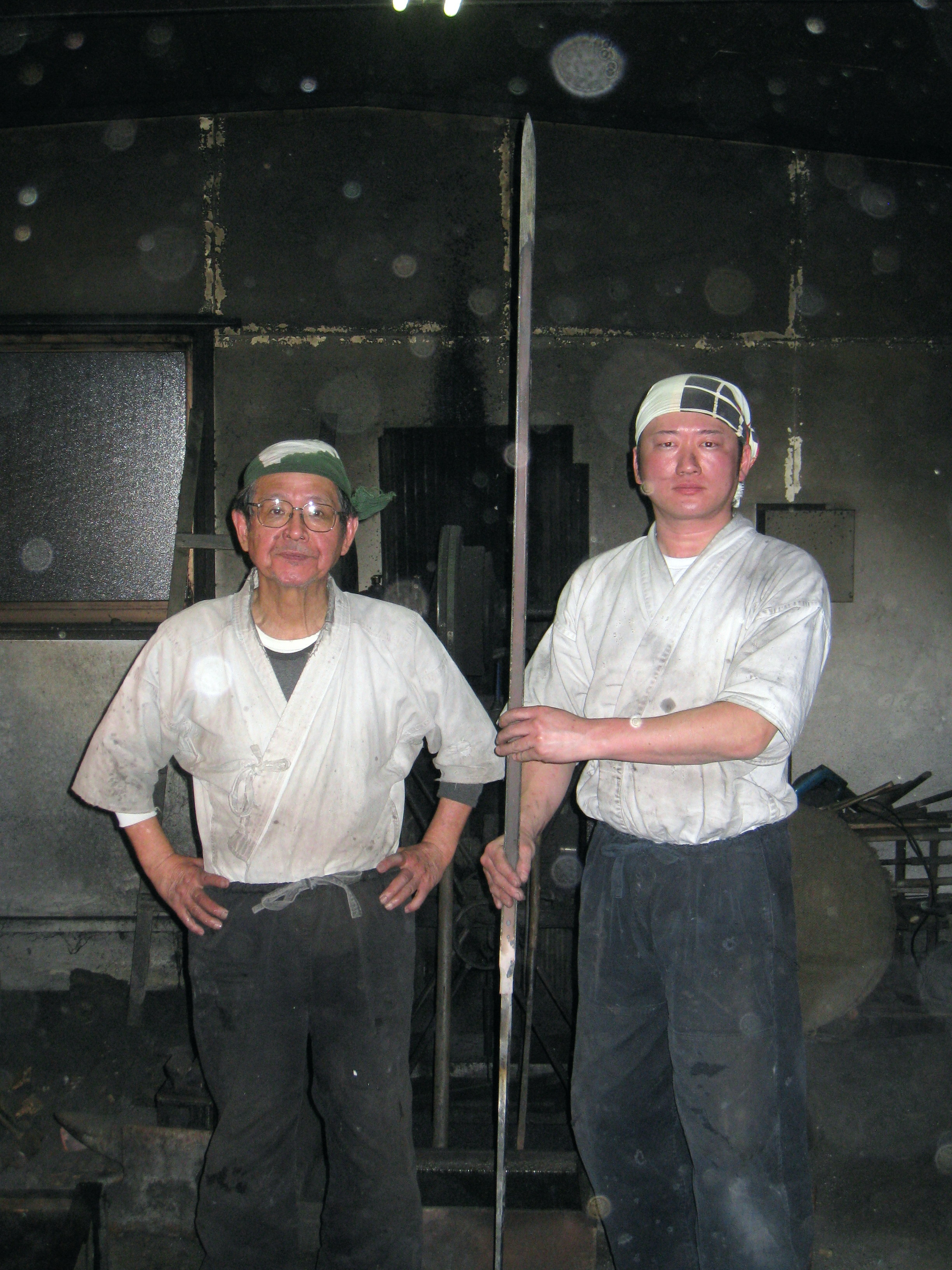
上林・高橋師弟と御手杵写し（山形市・恒平鍛刀場）

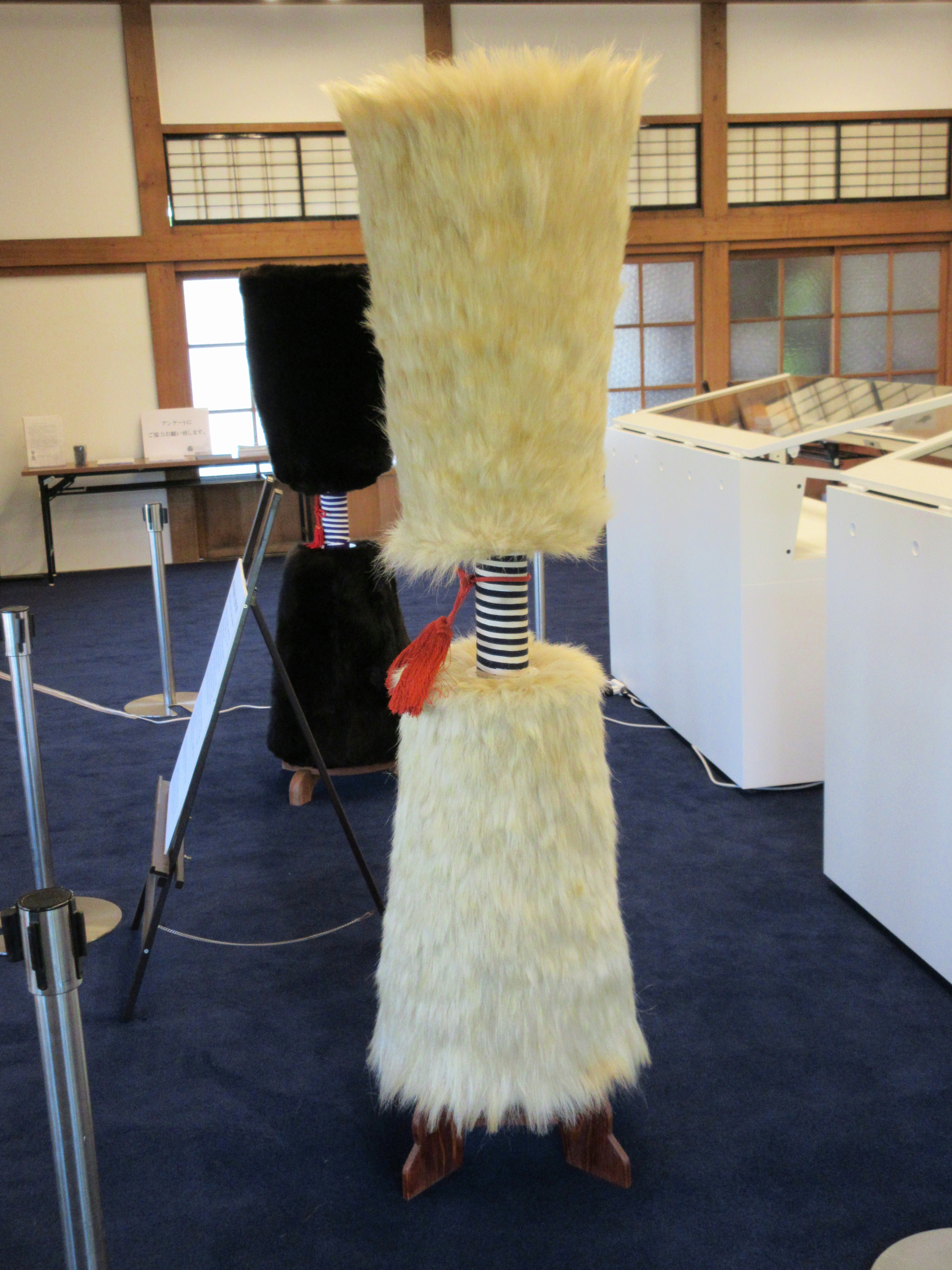
杵形白熊毛鞘と杵形熊毛鞘

これまで御手杵槍の復元は刃のない模造刀でしか叶っていなかったが、群馬県前橋市内の有志が刀工の上林恒平・高橋恒厳師弟へ鍛造による真剣での復元を依頼。平成30年（2018年）4月に完成し、第2回前橋藩主・松平大和守家顕彰祭にあわせ臨江閣別館にて公開された。大正期と昭和初期の書籍に残る写真画像より考証し復元を図ったもので、身幅（刀身幅）は約2.6cm、槍身（刀身）は約140.5cmである。
前述の白熊毛鞘も復元し同時公開された。これは川越藩火縄銃鉄砲隊保存会の主催者により江戸時代の製作法を考証し製作されたもので、朴の木の芯に桐材の杵形を組み合わせ、それに和紙を貼った上で、白熊毛を植え付けた造りである。